# 姫山菊花賞
姫山菊花賞（ひめやまきっか<きくか>しょう）は、兵庫県競馬組合が施行する地方競馬の重賞競走である。JBC指定競走（JBCクラシック、JBCスプリント）となっている。

## 概要
1961年に創設された当初は姫路競馬場（1700m）で、兵庫県所属のアラブ系3歳（旧4歳）馬によって行われた。兵庫県では三冠競走を「菊水賞」「楠賞全日本アラブ優駿」と「六甲盃」の3レースに指定し、この競走は三冠の残念賞的な色合いが強かったが、毎年姫路競馬の秋季開催を彩る競走として親しまれてきた。
その後、アラブ競走馬の生産の減少に伴う規模の縮小とサラブレッドの導入に伴う、兵庫県競馬の競走体系見直し（菊水賞と六甲杯がサラブレッド系競走に移行）から、2000年よりフクパーク記念とともにアラブ三冠に指定されるようになったが、更なるアラブ競走馬の減少からわずか2年でアラブ三冠が廃止された。
2002年より出走資格をサラブレッドに変更。出走条件も3歳以上に拡大し、東海地区（笠松、愛知県競馬組合=名古屋）、金沢、兵庫県競馬組合=園田、姫路の中日本地区ブロック交流戦として開催されるようになり、その年だけは姫路1500mで行われたが、2003年より園田競馬場1700mでの開催。また2005年度からジャパンブリーディングファームズカップ（JBC）の指定競走となり、併せて南関東地区（大井、船橋、浦和、川崎）にも交流枠を拡大することとなった。

### 条件・賞金（2024年）
出走条件
サラブレッド系3歳以上、南関東・東海・北陸・近畿所属。他地区所属馬の出走枠は5頭。
負担重量
定量。3歳55kg、4歳以上56kg（牝馬2kg減）。
賞金額
1着900万円、2着315万円、3着180万円、4着135万円、5着90万円

## 歴代優勝馬
| 施行日         | 優勝馬             | 性齢 | 所属   | タイム  | 優勝騎手   | 管理調教師 | 馬主             | 1着賞金 |
| -------------- | ------------------ | ---- | ------ | ------- | ---------- | ---------- | ---------------- | ------- |
| 2002年10月23日 | ロードバクシン     | 牡4  | 園田   | R1:36.0 | 小牧太     | 曾和直榮   | 中村和夫         | 700万円 |
| 2003年10月23日 | ホクザンフィールド | 牡4  | 園田   | 1:50.1  | 小牧太     | 橋本忠男   | 木本弘孝         | 750万円 |
| 2004年10月07日 | カネトシパッション | 騸4  | 園田   | 1:49.1  | 小牧太     | 山口浩幸   | 兼松忠男         | 650万円 |
| 2005年10月06日 | ヨシノイチバンボシ | 牡4  | 名古屋 | 1:49.2  | 安部幸夫   | 錦見勇夫   | 野田雅昭         | 700万円 |
| 2006年10月11日 | ジョイーレ         | 牡3  | 園田   | 1:47.6  | 川原正一   | 曾和直榮   | 藤田孟司         | 500万円 |
| 2007年10月04日 | ウイニングウインド | 牡6  | 名古屋 | 1:49.0  | 吉田稔     | 原口次夫   | 奥村幸男         | 500万円 |
| 2008年10月02日 | モエレトレジャー   | 牡7  | 園田   | 1:49.2  | 永島太郎   | 曾和直榮   | 中村和夫         | 500万円 |
| 2009年10月08日 | マルヨフェニックス | 牡5  | 笠松   | 1:46.9  | 尾島徹     | 柴田高志   | 野村春行         | 400万円 |
| 2010年10月13日 | マルヨフェニックス | 牡6  | 笠松   | 1:50.1  | 尾島徹     | 柴田高志   | 野村春行         | 350万円 |
| 2011年10月06日 | タガノサイクロン   | 牡8  | 園田   | 1:50.3  | 木村健     | 森澤友貴   | 八木良司         | 300万円 |
| 2012年10月10日 | ホクセツサンデー   | 牡4  | 園田   | 1:49.7  | 木村健     | 田中範雄   | 上山照夫         | 300万円 |
| 2013年10月09日 | ダイナミックグロウ | 牡9  | 西脇   | 1:48.4  | 永島太郎   | 小牧毅     | 小川勲           | 300万円 |
| 2014年10月10日 | タガノジンガロ     | 牡7  | 園田   | 1:50.6  | 木村健     | 新子雅司   | 八木秀之         | 300万円 |
| 2015年10月16日 | エーシンクリアー   | 牡5  | 西脇   | 1:52.0  | 木村健     | 橋本忠明   | 平井克彦         | 300万円 |
| 2016年10月14日 | サウスウインド     | 騸5  | 西脇   | 1:50.8  | 赤岡修次   | 山口浩幸   | 山上和良         | 350万円 |
| 2017年10月13日 | エイシンニシパ     | 牡4  | 西脇   | 1:50.7  | 田中学     | 橋本忠明   | 平井宏承         | 400万円 |
| 2018年09月28日 | タガノゴールド     | 牡7  | 園田   | 1:48.3  | 下原理     | 新子雅司   | 八木秀之         | 450万円 |
| 2019年10月04日 | ストーミーワンダー | 牡5  | 笠松   | 1:46.8  | 渡邊竜也   | 笹野博司   | 結城喜一         | 600万円 |
| 2020年10月02日 | エイシンニシパ     | 牡7  | 西脇   | 1:50.7  | 吉村智洋   | 橋本忠明   | 平井宏承         | 800万円 |
| 2021年09月30日 | ジンギ             | 牡5  | 西脇   | 1:50.5  | 田中学     | 橋本忠明   | （株）ラ・メール | 800万円 |
| 2022年09月29日 | ラッキードリーム   | 牡4  | 園田   | 1:49.2  | 下原理     | 新子雅司   | 野田善己         | 800万円 |
| 2023年09月28日 | ラッキードリーム   | 牡5  | 園田   | 1:51.8  | 下原理     | 新子雅司   | 野田善己         | 900万円 |
| 2024年09月26日 | パワーブローキング | 牡5  | 船橋   | 1:51.9  | 川島正太郎 | 佐藤裕太   | 伊藤とみ枝       | 900万円 |

### 各回競走結果の出典
- 姫山菊花賞 歴代優勝馬 - 地方競馬全国協会
- JBISサーチ
  - 2002年，2003年，2004年，2005年，2006年，2007年，2008年，2009年，2010年，2011年，2012年，2013年，2014年，2015年，2016年，2017年，2018年，2019年，2020年，2021年，2022年，2023年，2024年